# Grillkrydda

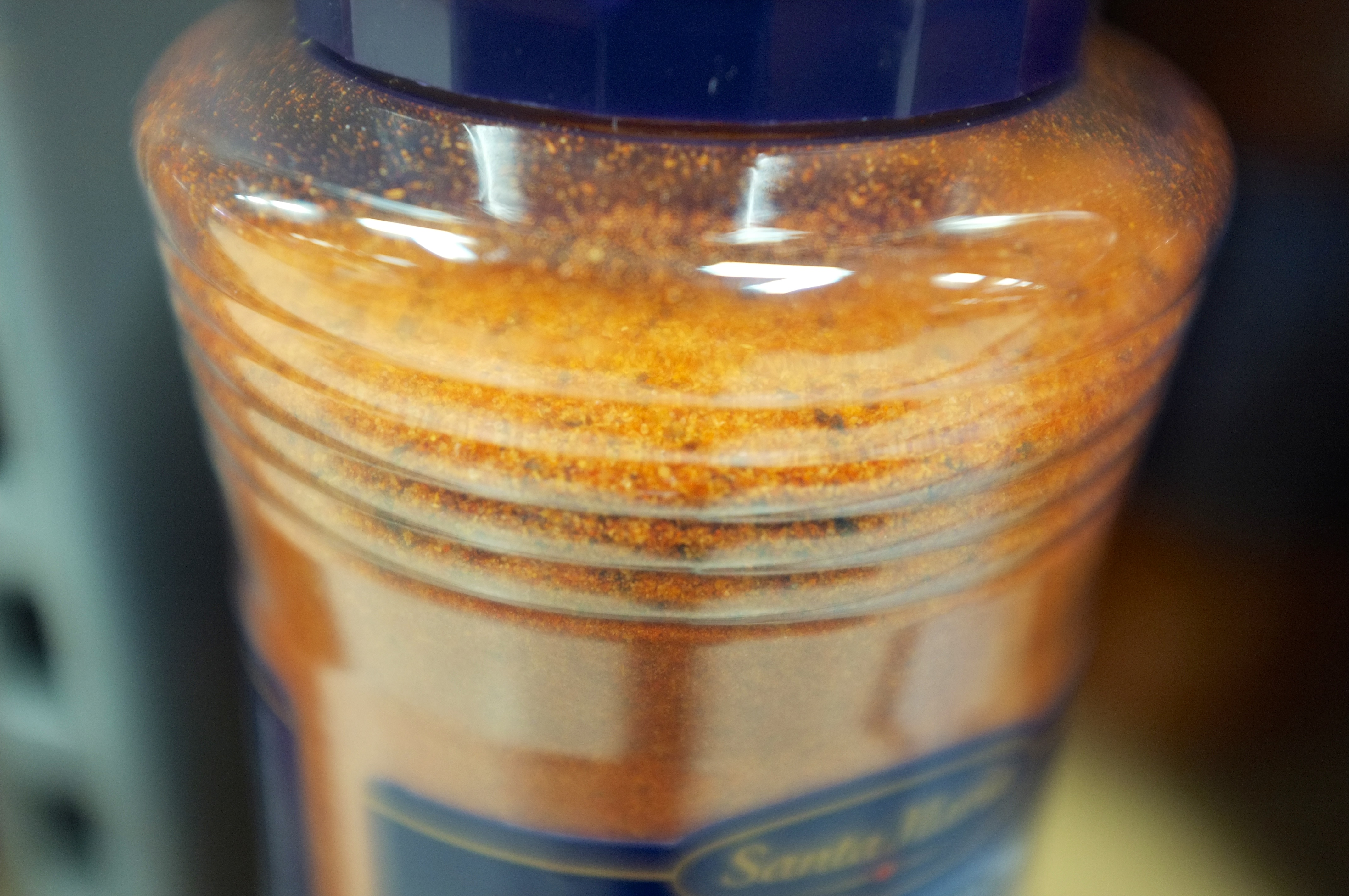
Grillkrydda i en burk.

Grillkrydda är en kryddblandning som används till främst stekt eller grillat nötkött, fläskkött, kyckling, kalkon och vilt, men passar dessutom till fisk och stekt eller friterad potatis. Grillkrydda förekommer även i marinader.
Innehållet i grillkrydda kan variera mycket. Vanligtvis innehåller grillkrydda åtminstone salt, paprika, lök och svartpeppar. Exempel på andra vanliga kryddor i blandningen är chili, cayennepeppar, koriander, spiskummin, oregano, basilika, ingefära, enbär, rosmarin, vitlök och socker/druvsocker. Färdigköpt grillkrydda kan även innehålla smakförstärkare (exempelvis E621) och klumpförebyggande medel (exempelvis E551, E552 eller E554).
Grillkrydda säljs i kryddpåsar, kryddburkar samt hinkar.